# Ophiostoma piceaperdum
Ophiostoma piceaperdum är en svampart som först beskrevs av Rumbold, och fick sitt nu gällande namn av Arx 1952. Ophiostoma piceaperdum ingår i släktet Ophiostoma och familjen Ophiostomataceae.   Inga underarter finns listade i Catalogue of Life.